# 南京北站
南京北站原名浦口站，是位於中國江蘇省南京市的一座铁路车站，也是原津浦铁路的南端终点。车站最早随津浦铁路的修建而设立，后来由于南京铁路轮渡的开通成为了重要的多功能车站，又随着长江大桥的落成和轮渡的停运而萧条。目前车站为上海铁路局南京东直属站管辖的一等区段站，主要办理货运业务，而站房及周边建筑正在被改造为历史街区。

## 历史

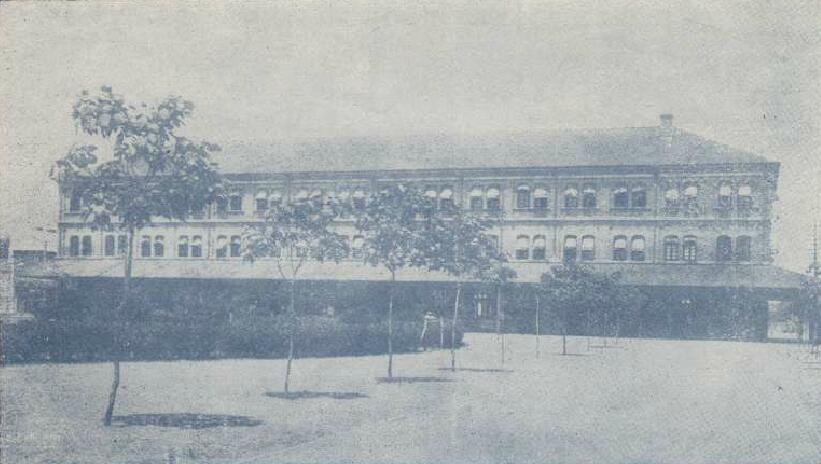
1934年的津浦铁路浦口大楼

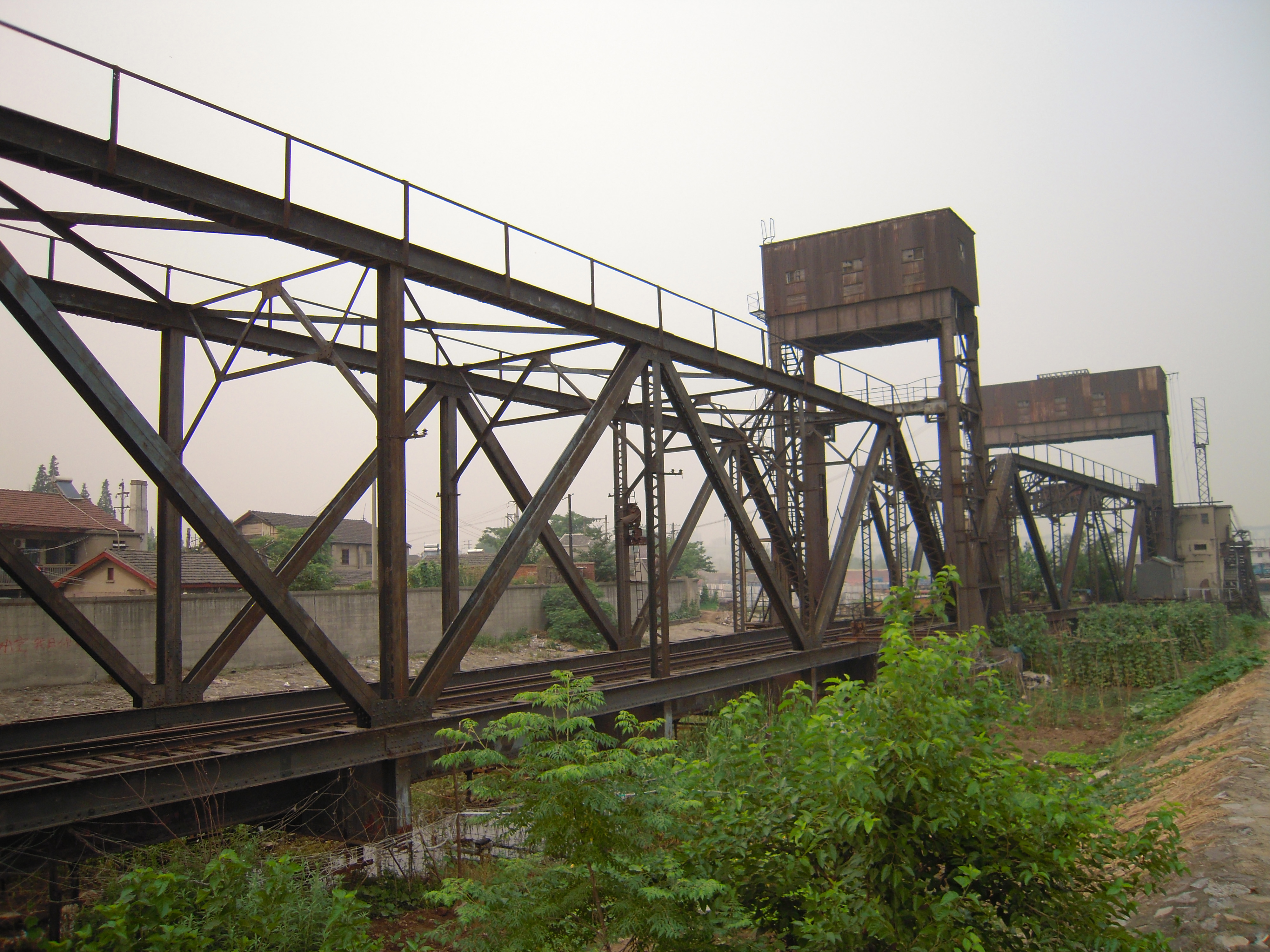
车站附近南京铁路轮渡遗址

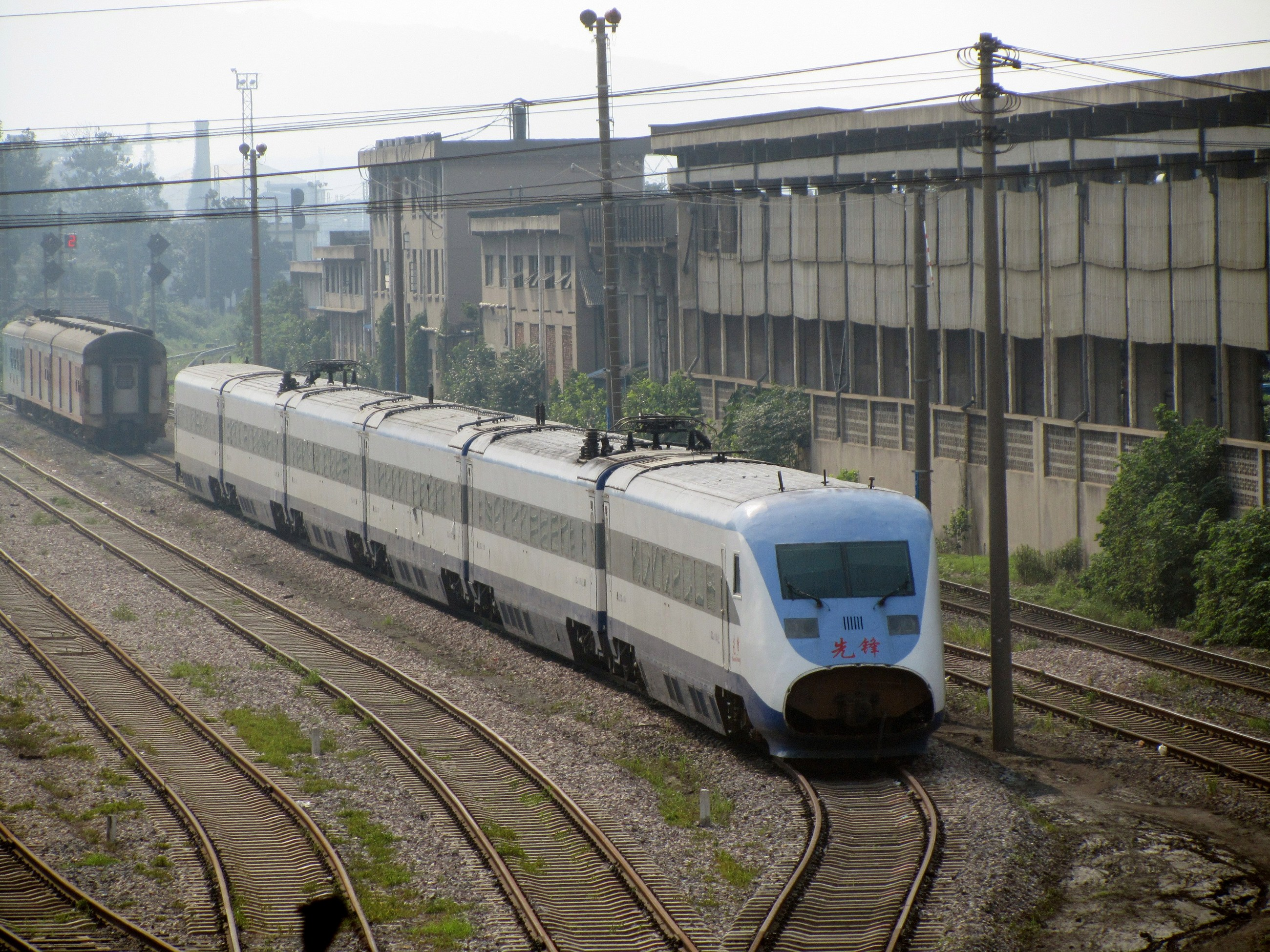
停放于调车场的先锋号电力动车组（2011年）

### 建设与扩建
孙中山曾在《实业计划》中将浦口作为“大计划中长江以北一切铁路之大终点”，又指出“且被横贯大陆直达海滨之干线，不论其以上海为终点，抑以我计划港为终点，总须经浦口”。
南京北站始建于清宣统2年（1911年），1914年投入运营。其时津浦铁路山东韩庄以南直至南京一带为英国势力范围，所以车站建筑及路轨均由英国人负责设计建造。津浦铁路建成时，本站是江苏省内仅有的两个编组站（另一个是徐州站）。车站下设港务处，备有客轮2艘、货运小轮7艘:217。
30年代初，浦口站有货物仓库12座，总面积6.7万平方米。至30年代中期，全站有6个作业区、57股站线。
抗日战争时期，车站曾遭到日军轰炸两次，其中车站大楼损坏最为严重。
1954年，车站的港务处和旗下的轮船改由南京市交通部门管理。1958年“大跃进”开始后，浦口站新建简易驼峰调车场和上行到达场，增加股道，规模为二级三场，车辆编解作业能力提高。简易编组站的建成满足了铁路轮渡增加渡轮后和津浦铁路建成双线后增长的运输需求，也使车站成为了设施完整的、兼营客货运的编组站:217。1961年4月，车站上行至东葛站区间实现复线化:241。

### 衰落
1968年10月，南京长江大桥和南京新客站相继建成后，浦口站停办客运业务，通行的货车也渐渐变少。1973年，南京东编组站改造完成，铁路轮渡正式停运，浦口站的编组业务也转移到了南京东站，车站便冷清了下来。
长江大桥开通后，南京站和南京西站的运营压力不断增大，于是本站在1985年4月10日恢复了客运业务:295。1988年10月，车站完成了改造工程，增加了4条股道。1994年，车站货运大楼建成投用:217。1997年7月，本站更名为南京北站。
随着长江大桥的扩能改造，到1998年，本站只剩下了一对往返蚌埠的慢车8083/8084次列车。慢车于2003年12月21日停运后，南京北站的客运业务再次停止。
2013年上海铁路局成立南京货运中心，管理南京北站的货运营业。同年中国政府提出一带一路倡议，南京北站转型以集装箱运输为主的货运车站。2015年车站开行中亚班列，2016年6月又成为中欧班列（南京—莫斯科）的始发站之一，后因车站南京港二公司专用线拆除，南京始发的中欧班列改由尧化门站承接。

### 管理变更
浦口站在建成初期隶属于津浦铁路南段总局。南、北两局合并后由津浦铁路管理局浦徐段、浦兖管理处车务组管理。抗战期间，车站改由華中鐵道管辖。抗战胜利后车站隶属津浦铁路管理局浦口分局车务处管理。南京被解放军控制后，车站由南京市军管会两浦分会接管，后转隶济南铁路局。1953年起，车站由南京铁路分局管理。
1970至1971年间，车站隶属两浦（浦口、浦镇）站区。1972至1978年间，本站曾改名浦口中心站。1999年时，本站还下辖东葛站、永宁镇站、林场站、梅桂营站和浦镇站五个车站。
2006年3月21日，原南京北直属站整体建制划归南京直属站管理:307，后又于2011年3月28日改由南京东直属站管辖:245。

## 车站结构

### 站前广场
车站有一站前广场，广场中央有一个圆球形雕塑，是孙中山奉安大典的纪念雕塑。雕塑上曾刻有国民党党徽，而汉白玉基座上原烫金雕刻着孙中山先生的遗书及三民主义的部分内容，后在“文革”时被人毁坏。浦口区政府于2003年投资5000万元人民币对车站设施进行整修，并复原站前广场上的地球仪雕塑。

### 站房
车站主体大楼是典型的英国风格：尖尖的屋脊、高而窄的窗和铁皮铸造的红屋顶，楼上有“南京北站”四个大字。建成初期，屋顶上覆盖着瓦楞铁；在瓦楞铁损坏后，大楼成为了平顶，后又覆盖上了红色的钢板。主楼外立面原先为青砖色，后来改为淡黄色。车站主楼是中国第一批使用当时先进的钢筋混凝土结构的建筑，而地板、楼梯和扶手仍然为木质结构。车站的地基由一棵棵完整的花旗松夯砸下去形成的；这些花旗松在打入地下前都经过了防腐处理，而且长埋地下，难以接触到氧气，使地基能保持稳定。站房的墙壁厚达两米，在经历日军飞机的轰炸和三次大火后依然能保持基本结构；铁路部门曾希望能扩大楼梯口的大门，由于钻机无法凿开墙体，最后只能放弃。站房有三层，内设有大小不等的62个房间，包括1861平方米的候车室、48平方米的贵宾室和507平方米的行李房:217。
在建成后的半个世纪里，这幢楼作为附近最高的建筑，一直是浦口的地标。当时南下“进京”的乘客在看到这幢楼后，就会意识到已接近南京市。

### 站场
南京北站站场范围包括货物列车到发场、旅客列车到发场和解货、港三、驼峰三个作业区:217。客场设股道11条，站台5座，总面积28516平方米；其中2座站台被中国火车站少有的单柱伞形雨廊和拱形雨廊覆盖，面积3563平方米:218。客场东北侧设有车辆段、港三和解货区（调车场）。
货物列车到发场和编发场（驼峰）两场并排排列，位于客场上行方向，其中货物列车到发场设有7条股道:243；编发场位于货物列车到发场东北侧，其简易驼峰高2.02米，采用单推单溜作业方式。峰下设有11条股道，1-8道为编发线，9-11道为调车线。
南京北站货场设有通往南京港第二、第三港务公司，南京东机务段浦口折返段、上海铁路局合肥车辆段和南京棉麻储运公司的专用线。

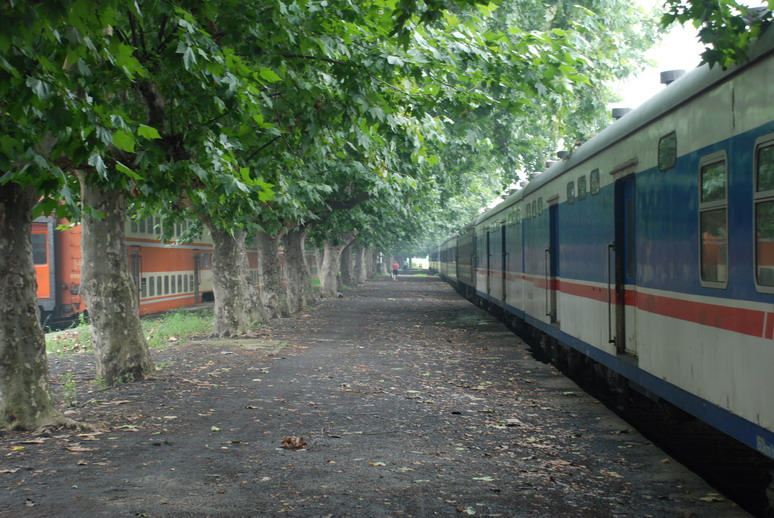
客运站台的火车车厢
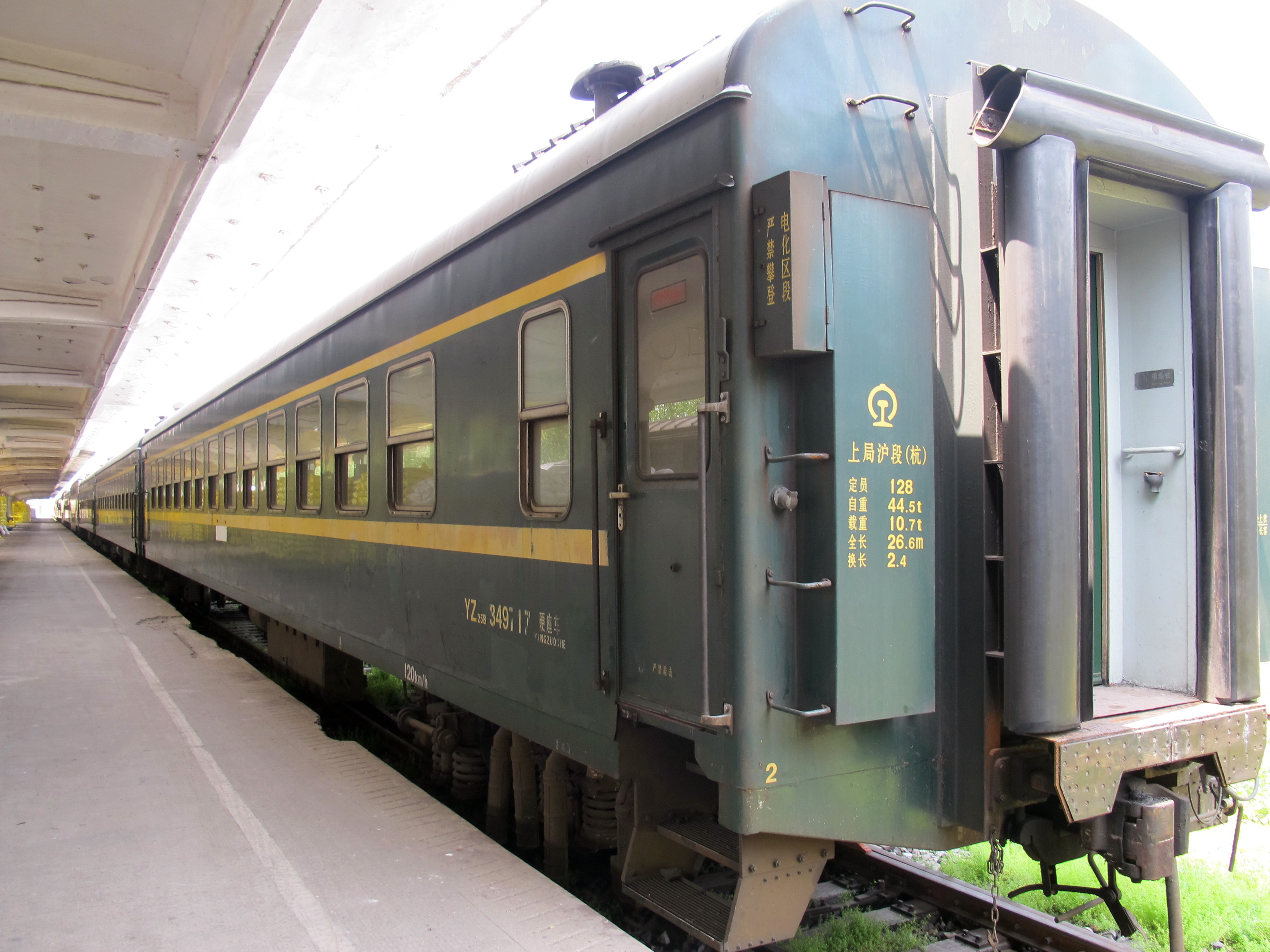
客运站台的火车车厢
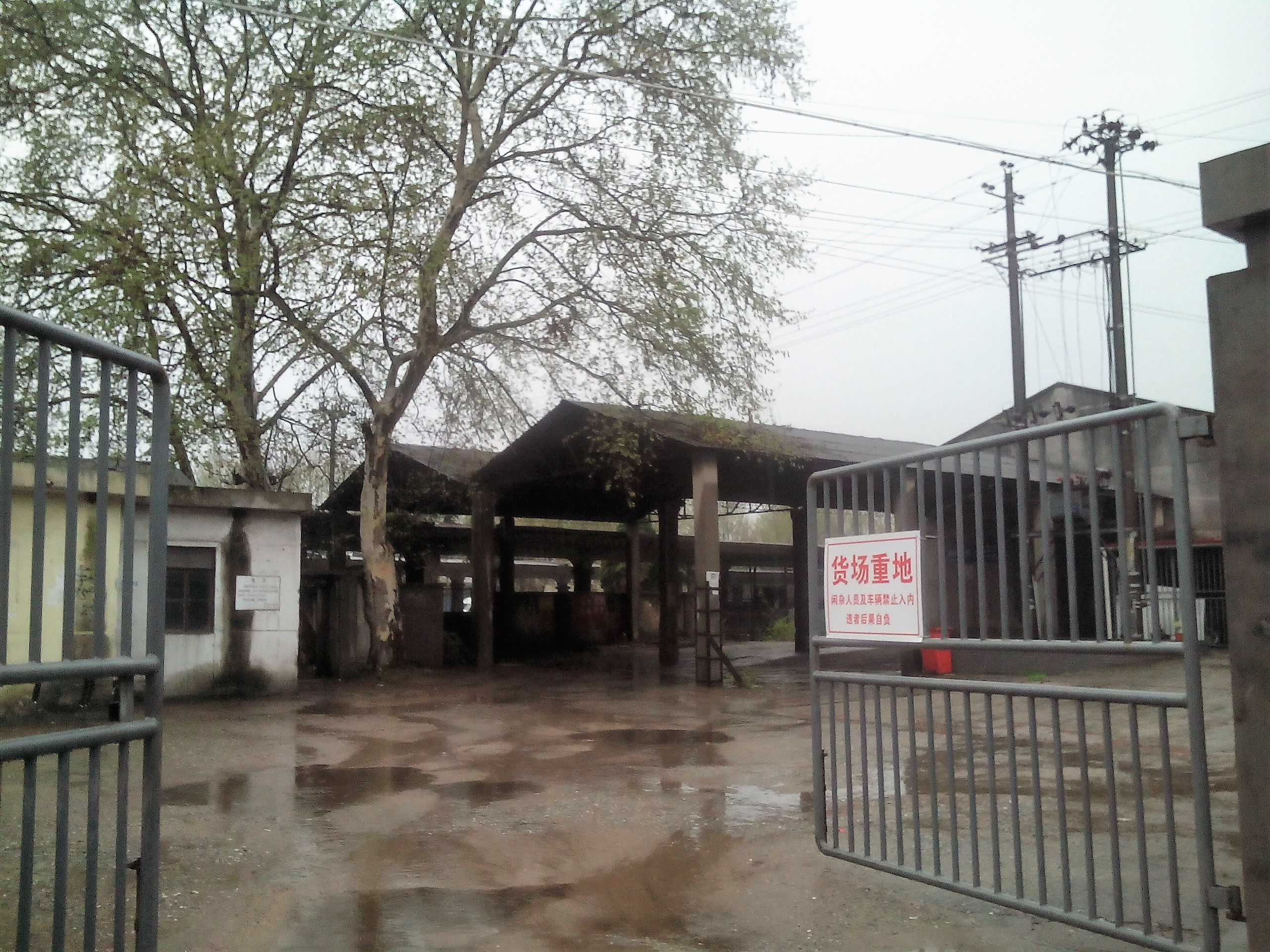
货场入口
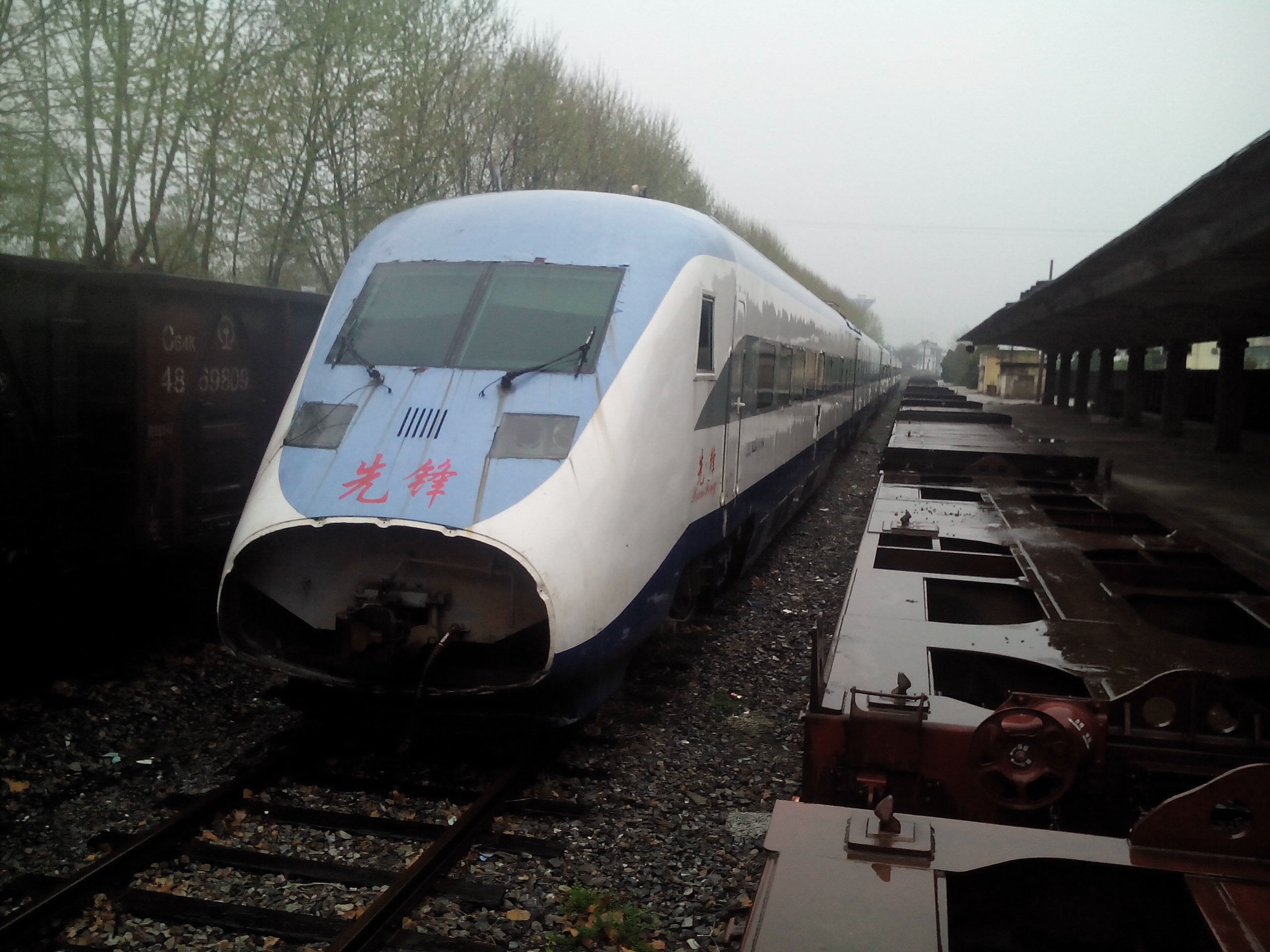
停放于旅客列车到发场的先锋号电力动车组
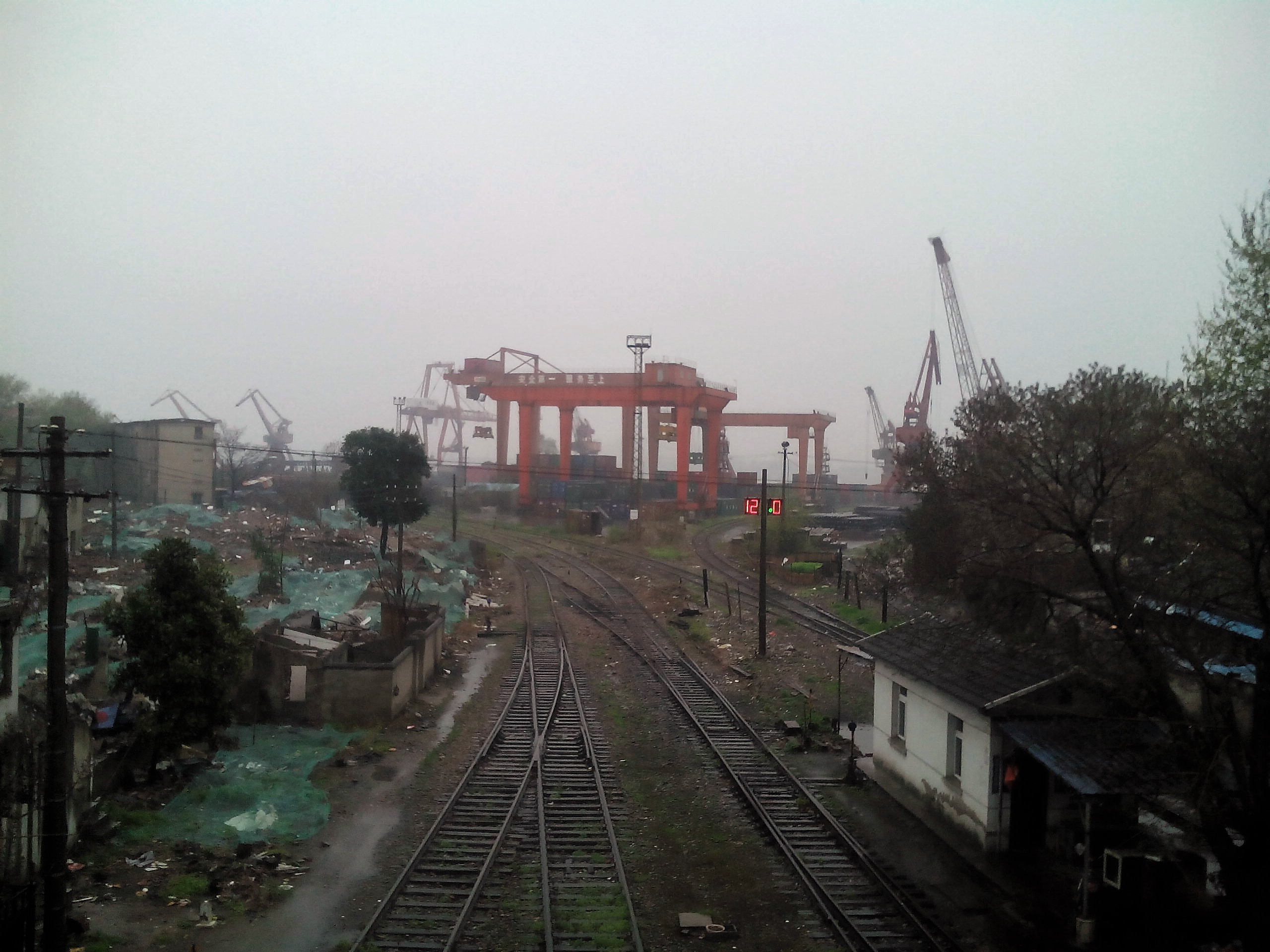
车站港三区（2015年）

### 其它附属建筑
车站附近的津浦路两侧是两三层高的小楼，是车站曾经的高级职工宿舍楼，现已破旧不堪。

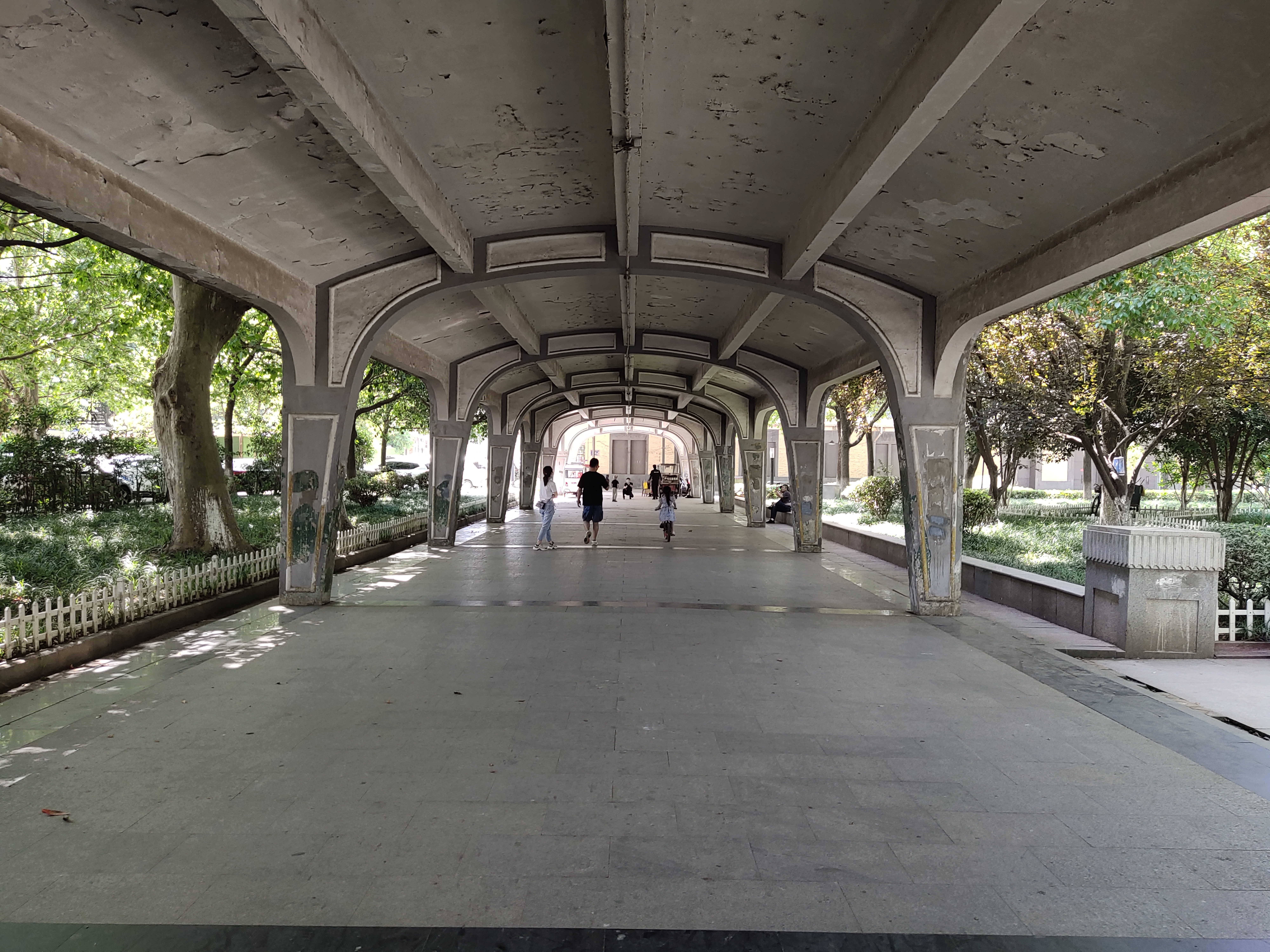
站前风雨长廊
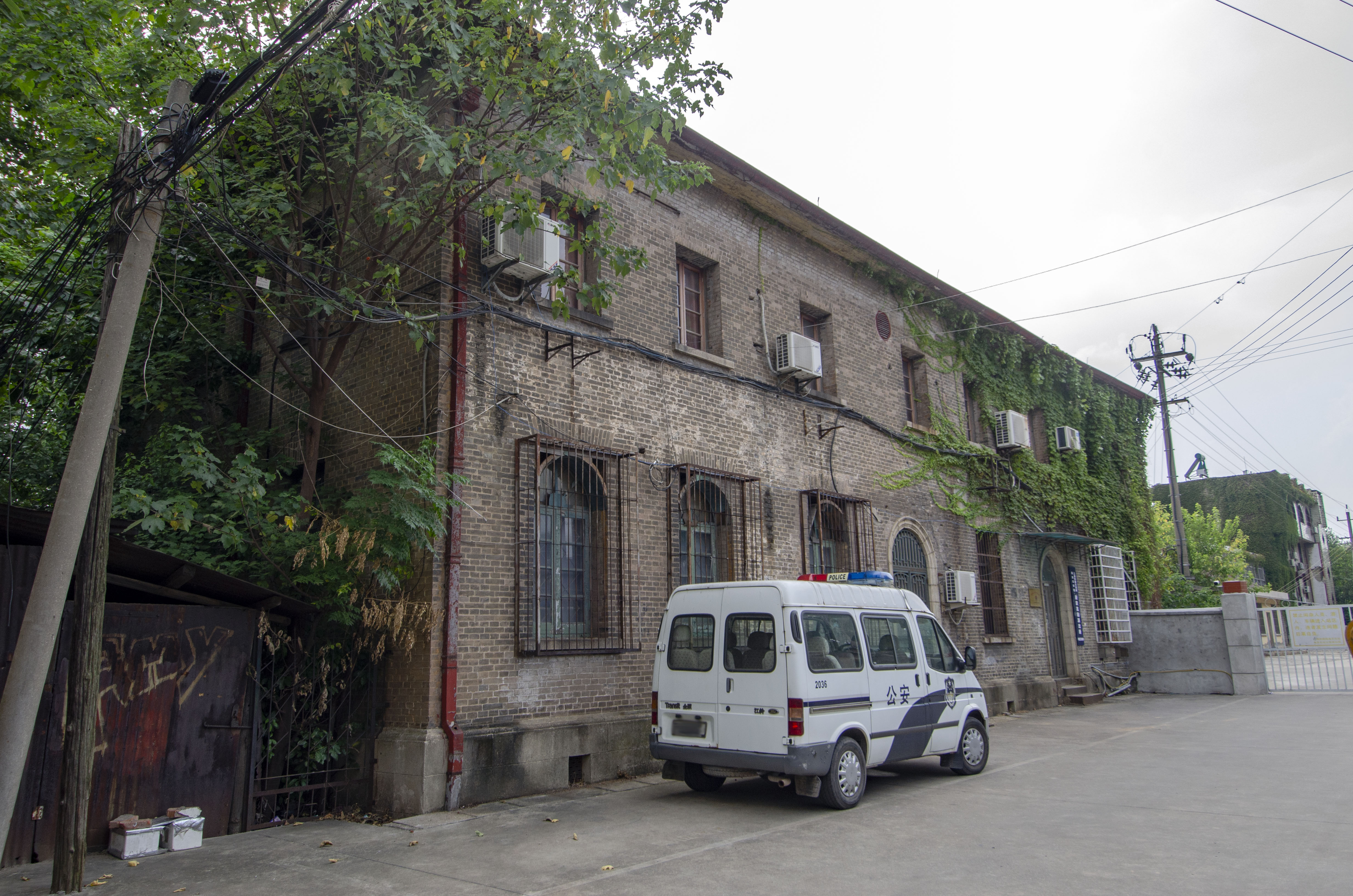
前售票处建筑
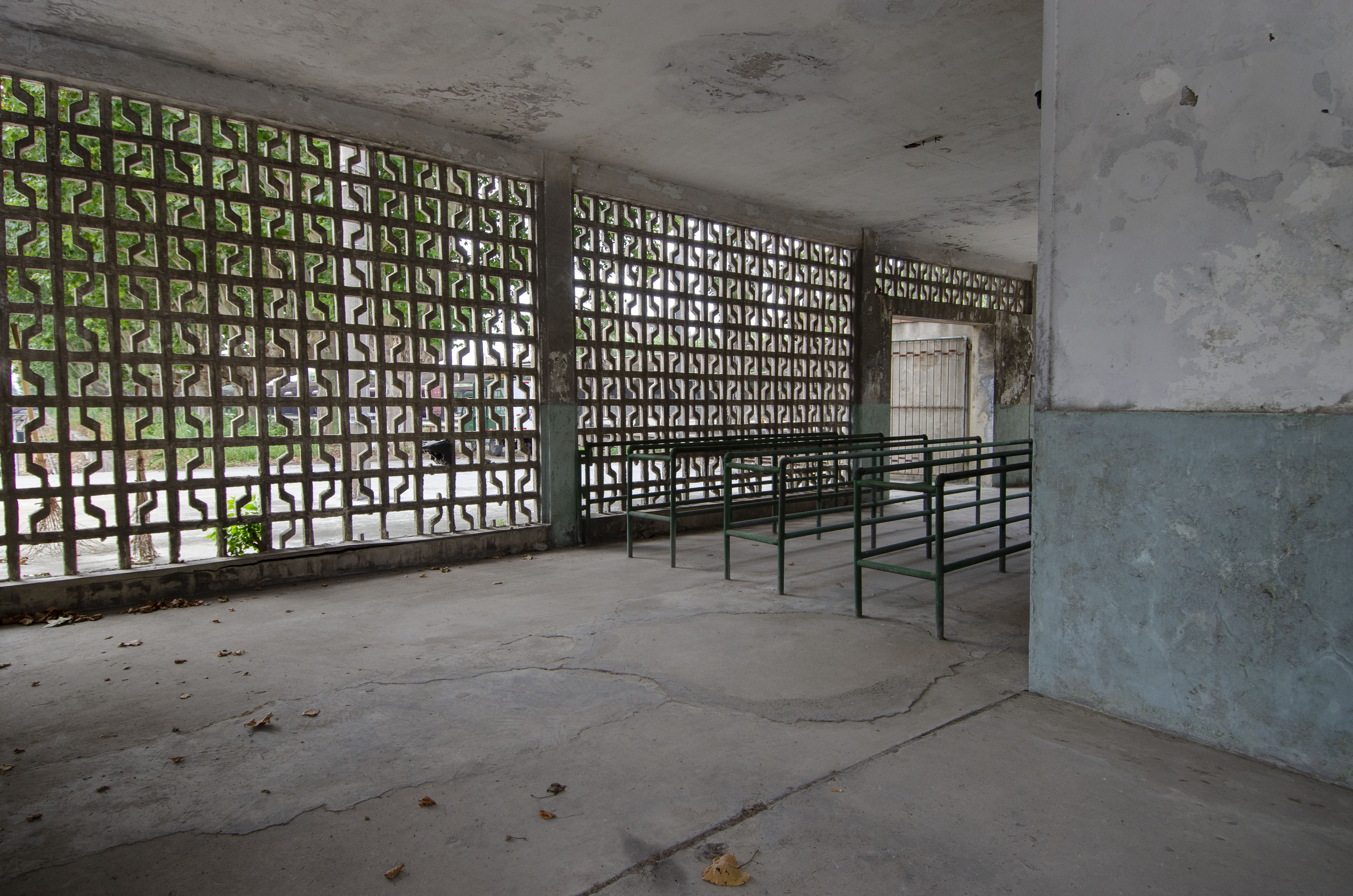
检票口
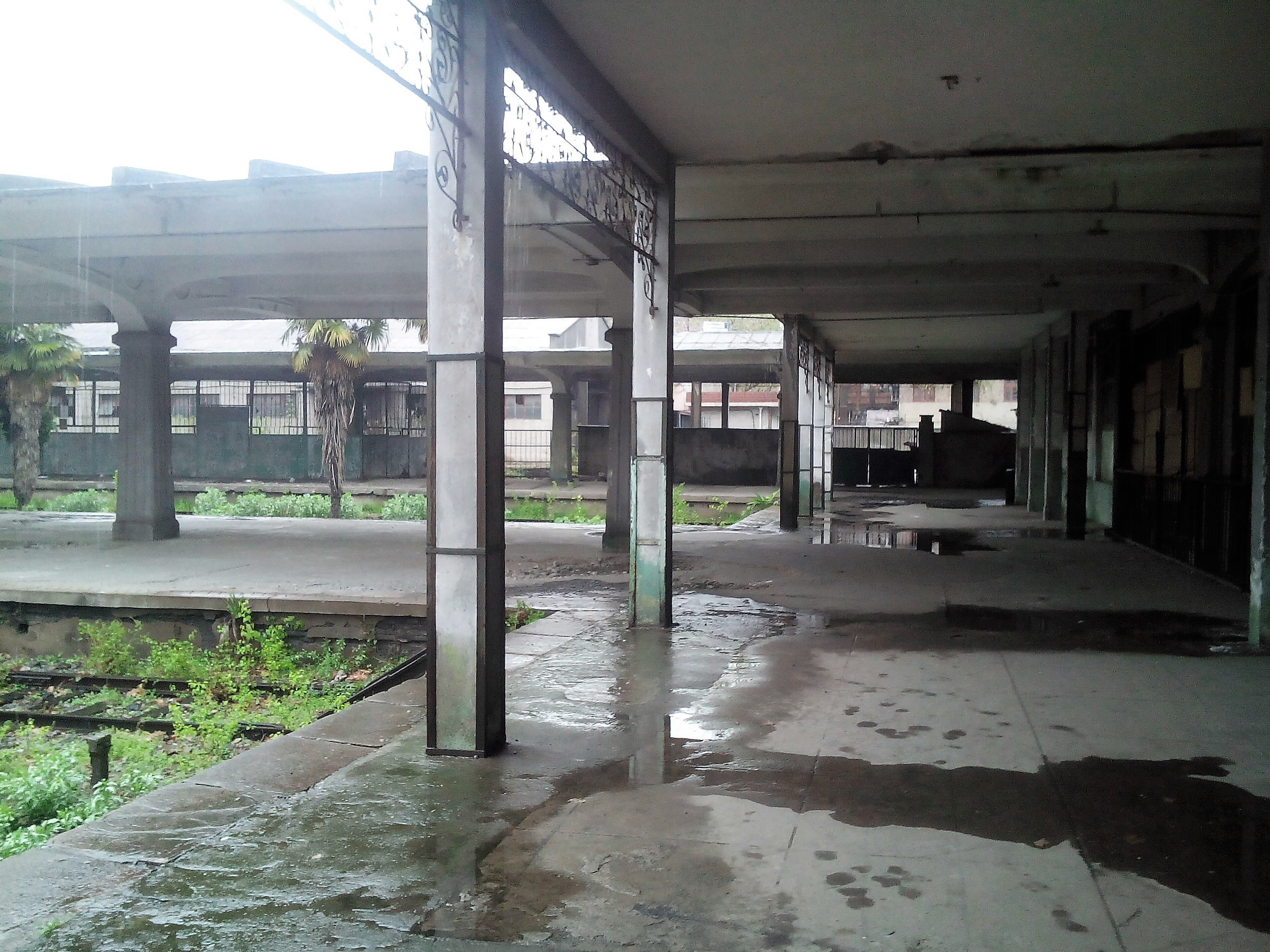
进站通道

## 使用情况
南京北站已於2004年10月停止客运业务，停办客运前每日有一对始发往蚌埠的8083/8084次列车。封存许久的先锋号电力动车组停放于南京北站。由于仍有货运列车停靠，该站目前已禁止市民参观。
南京北站办理整车货物的中转、到发和水陆联运货运业务，主要到发货品为煤炭、焦炭、钢材、粮食和化肥，粮食煤炭、钢材、矿石、棉花等。2013年以来，车站利用南京港第二港务公司码头为长江下游唯一可进行铁水联运码头的优势，又大力开展集装箱业务，成为中亚、中欧班列的始发站之一。
南京北站亦为南京铁路枢纽地区的区段站，办理徐州、蚌埠东、南京东开往本站货物列车和本站发往浦镇、梅桂营及宁启线方向货物列车的到达、解体和编组作业。
| 南京北站运营数据 | 南京北站运营数据 | 南京北站运营数据     | 南京北站运营数据           | 南京北站运营数据 | 南京北站运营数据 | 南京北站运营数据     | 南京北站运营数据           |
| 时期             | 日均编解车辆数   | 月均发送旅客（万人） | 货物运输量                 | 时期             | 日均编解车辆数   | 月均发送旅客（万人） | 货物运输量                 |
| ---------------- | ---------------- | -------------------- | -------------------------- | ---------------- | ---------------- | -------------------- | -------------------------- |
| 建成初期         | 120+             |                      |                            | 1967年           |                  | 82.8                 | 发送86.9万吨 卸车201辆/日  |
| 30年代初         |                  | 5-6                  |                            | 1974年           |                  | 停止客运             | 发送173.3万吨 卸车324辆/日 |
| 1940-1945年      | 320              |                      |                            | 1980年           |                  | 停止客运             | 发送210.8万吨 卸车644辆/日 |
| 1947年           |                  | 11+                  | 发送27.89万吨 到达67.9万吨 | 1986年           |                  | 58.8                 | 发送243.8万吨 卸车609辆/日 |
| 1950年           | 400              |                      |                            | 1989年           |                  | 164.2                | 发送342.8万吨 卸车604辆/日 |
| 1957年           | 720              |                      |                            | 1991年           |                  | 120                  | 发送327.3万吨 卸车556辆/日 |
| 1958年           | 1000             |                      |                            | 1992年           |                  | 127                  | 发送356.9万吨 卸车565辆/日 |
| 1965年           |                  | 68.1                 | 发送211.9万吨 卸车446辆/日 | 1999年           |                  | 5.34                 | 发送351万吨 卸车508辆/日   |

### 文物保护
2006年6月5日，浦口火车站及车站建筑以“浦口火车站及附属建筑”的名义被江苏省人民政府列为第六批江苏省文物保护单位；又随后在6月10日以“浦口火车站建筑群”的名义被南京市人民政府列为第三批南京市文物保护单位（原文如此）；2013年3月5日，以“浦口火车站旧址”的名义被中华人民共和国国务院列为第七批全国重点文物保护单位。
车站大楼古老的样式也吸引了不少摄影爱好者前来游玩、取景，也成为了一些市民记忆里重要的一部分。但是在浦口站停办客运后，车站的主楼便荒废了下来，常年大门紧闭，甚至成为了临时的货运仓库。一些市民和游客对这样的窘境感到惋惜，便开始提议将车站翻新、改造，重新向游客开放，却因为各种原因都未能落实。
根据2021年《南京市浦口火车站历史风貌区保护规划公众意见征询》文件，其文物本体范围包含站房建筑、停灵台（圆球形雕塑）、站前风雨廊、售票处等建筑。
车站作为文物的保护范围：东至临江路，南至站台边，西至站台西端，北至北侧站台外、津浦路南侧、本体建筑北侧。
车站作为文物的建设控制地带：东至临江路，南至兴浦路，西至站台西端50米，北至大马路。

## 浦口火车站街区

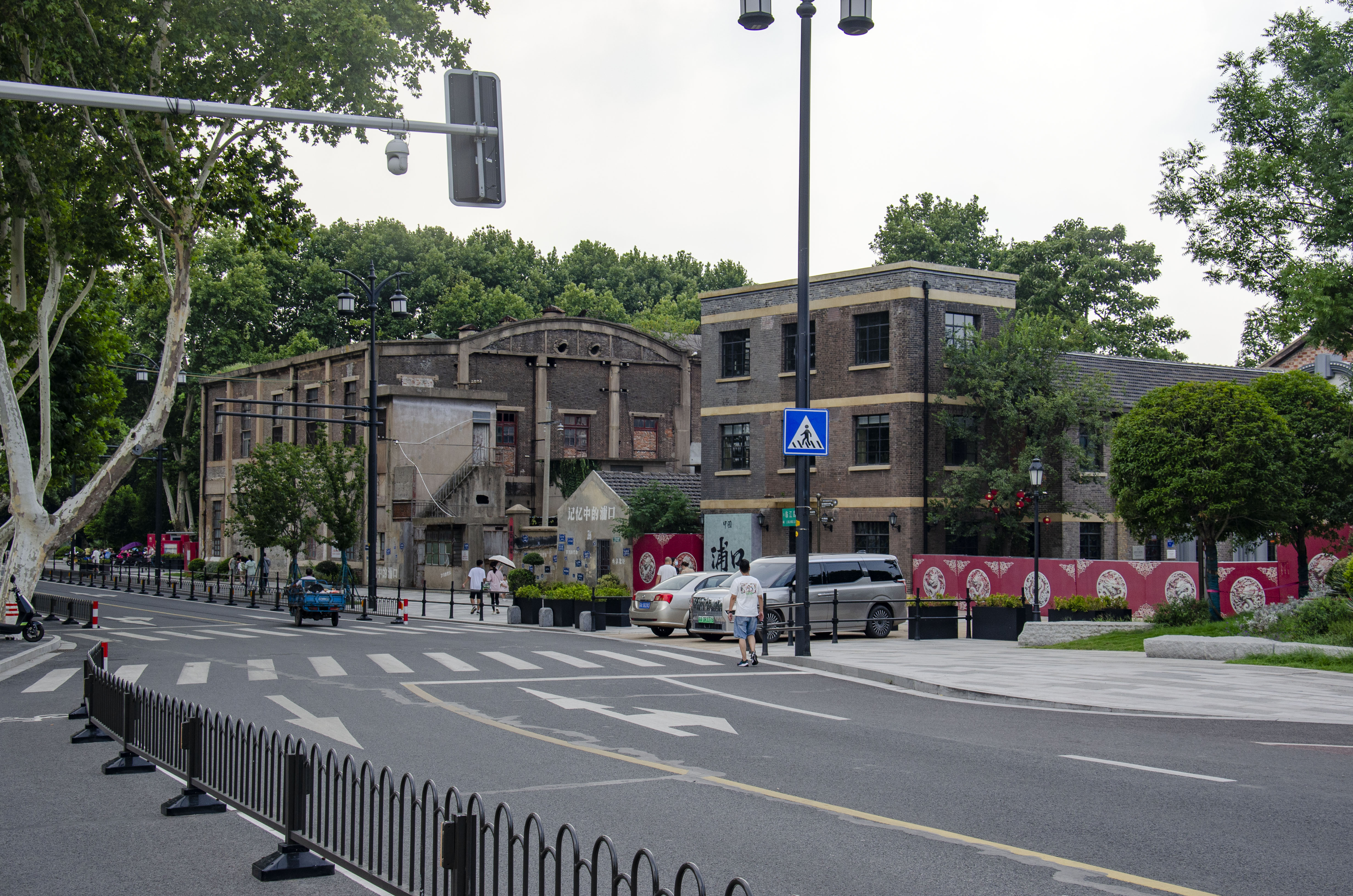
南京北站（浦口）历史风貌区。左侧厂房建筑为原浦口电厂厂房，现为南京市文物保护单位

自2006年起，各相关部门就提出了一些浦口火车站的改造方案。由于浦口火车站属于上海铁路局管辖，而周边的建设又属于南京市的规划部门负责，多个部门之间的主张和磋商令改造进行得并不顺利。
2017年3月19日，南京北站改造开始。改造后，本站将成为“滨江风光带”的一部分，同时车站的主楼将恢复原貌，并改造为火车文化展览馆。同时，周围的建筑也将和车站一道，构成“民国特色小镇”。改造工程于2024年完成。

## 事件

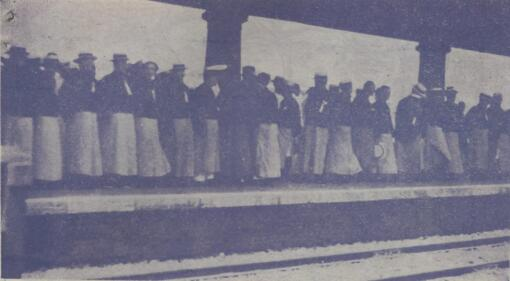
1929年中国国民党要人在浦口站迎接孙中山的灵柩

- 1919年，毛泽东曾在此丢失一双鞋，后由老乡帮助才解决了燃眉之急[10][39][40]；
- 1927年，郭沫若曾在前往南昌的途中在此站中转渡江[10]；
- 1929年5月28日，孙中山的灵柩经津浦铁路到达本站，再从附近的浦口码头渡过长江至下关一侧，最后被安葬在中山陵[5][39]；
- 为保存故宫内宝贵的文物，國民政府从1933年2月5日开始将文物迁移至中国各地；其中迁往南京的2000余件文物在到达本站后，一直在车厢里滞留了20余天，直到南京博物院成立后才有合适的去处[19]；
- 1949年，邓小平和陈毅由合肥到达本站后迅速乘轮渡过江，随后驱车进驻南京总统府[21]。

## 相关文化
- 朱自清著名散文《背影》中的主要情节即发生在浦口火车站[5][23]；
- 多部反映20世纪二、三十年代的电影、电视剧在此取景，包括：《情深深雨濛濛》、《金粉世家》和《紫蝴蝶》等[5][23]；
- 1958年天马电影制片厂电影《兰兰和冬冬》也在此取景，并展现了南京铁路轮渡的画面。
- 1988年5月，梅豔芳在本站月台拍攝鐵達時廣告。[41]
- 2004年2月，葛优在本站站台拍摄了可口可乐以春运为主题的广告[42][43]。

## 邻近交通
南京北站邻近浦口码头以及南京公交浦口公园总站。

| 浦口码头   | 浦口码头   | 浦口码头 | 浦口码头       | 浦口码头                       |
| 编号       | 路线       | 路线     | 路线           | 备注                           |
| ---------- | ---------- | -------- | -------------- | ------------------------------ |
| 码头接驳线 | 中山码头   | ⇆        | 浦口码头       | 宁浦线轮渡停航或客流量大时开行 |
| G48        | 珍珠泉总站 | ⇆        | 大华总站南     | 定时班车；原 488区间           |
| G49        | 泰冯路总站 | ⇆        | 江北图书馆新馆 | 定时班车                       |